# Гузун, Георгий Ксенофонтович
Георгий Ксенофонтович Гузун (18 августа 1935, с. Дрэсличень, уезд Лэпушна — 9 октября 2003) — советский и молдавский юрист, учёный-правовед, кандидат юридических наук (1975), старший научный сотрудник (1991), доцент.
Образование: средняя школа с. Дрэсличень (1944—1951), Оргеевское педагогическое училище (1951—1955), МолдГУ, юридический факультет (1964—1968), аспирантура (МолдГУ, 1968—1971).
В 1974 году защитил в Одесском государственном университете им. И. И. Мечникова диссертацию на соискание учёной степени кандидата юридических наук на тему «Против фальсификации национально-государственного строительства в Молдавии (1924—1936) в буржуазной идеологии» (специальность 12.00.01).
Область научной деятельности: общие проблемы государства и права; проблемы современной семьи.
Профессиональная деятельность: МолдГУ (преподаватель 1968− 1984), КГПИ (ст. преподаватель, 1984—1985), Научно-исследовательский институт педагогики (старший научный сотрудник, 1985—1991), Институт философии, социологии и права АН РМ (1991−1993), УЛИМ (1993−2003).
Научные работы (общее количество) − свыше 60, в том числе: монографии − 3, брошюры − 6, статьи − 49, научно− методические работы − 19, в журналах по специальности − 7.
Монографии или статьи, наиболее значимые для развития современной науки:
- Правовое государство: достижения и проблемы;
- Вопросы совершенствования семейного законодательства РМ;
- Брачные контракты;
- Большие современные правовые системы.

Разработал курсы лекций: "Общая теория государства и права; "Вопросы общей теории государства и права " (с 1971), «Политическая система общества» (1976−1981), «Основы государства и права» (1976—1987).
Участвовал в работе конгрессов, съездов, симпозиумов, международных конференций.
Научный редактор учебников и учебных пособий:
- Основной закон нашей жизни;
- Правовое воспитание учащихся;
- Сборник задач и упражнений к курсу «Основы юриспруденции».

Стажировки и курсы повышения квалификации за рубежом: Москва (1977, 1978).
Владел иностранными языками: русским языком.
В память об этом ученом была написана книга его сыном : https://web.archive.org/web/20090704060503/http://www.ase.md/forum/files/else/TGD.doc, а также создан сайт http://tgds11.wordpress.com/